# 松井さやか
松井 さやか（まつい さやか、1993年〈平成5年〉6月18日 - ）は北海道出身の元女性ファッションモデル、元タレント。アイドルグループ「転校少女*」の全活動期（2014年 - 2022年）のメンバー。

## 略歴

### モデル - ローカルタレント時代
1998年 『なかよし』・『たのしい幼稚園』（講談社）の読者モデルでデビュー。芸能事務所「ミストケイズカンパニー」に入所。5歳の時であった。
その後小学5年時の2004年に『ちゃお』（小学館）のアイドルガールコンテストで準グランプリを獲得。翌2005年にはローティーン向けファッション雑誌『ピチレモン』（学研）の後期第13回読者モデルオーディションで準グランプリを獲得。同年10月号より専属モデル（ピチモ）として活動を開始。
2007年3月7日 オフィシャルブログ「さやかろぐ」開設。2008年からは帯広市のコミュニティFM局「FM WING」で3年間番組レギュラーを持つ。2010年9月30日、ピチレモン専属モデルを10月号をもって卒業。2012年には札幌テレビ放送（STV）のローカルバラエティ番組『マハトマパンチ』への出演もあった。
2013年、同事務所所属の女性5人と共に6人組アイドルグループ「ミルクス」を結成。同グループの初期メンバーとして活動するも2014年3月12日付で脱退。ミストケイズカンパニーを退所し上京する。

### 転校少女*
2014年11月、芸能事務所A-teamが立ち上げたアイドルグループ『転校少女歌撃団』のメンバーとして活動開始。グループ内での担当カラーは赤。その後2018年4月にユニット名を『転校少女*』に改称すると、2019年7月に所属事務所を現在のLush Entertainmentへ移籍。同年11月16日には渋谷公会堂（LINE CUBE SHIBUYA）でのワンマンライブを行うまでに成長した。
2020年秋、扶桑社「SPA!」とTOKYO IDOL FESTIVALのコラボ企画『水着でアイドル頂上決戦』に出場し優勝。翌2021年1月19日発売号にグラビアが掲載された。
2022年1月16日、Zepp Hanedaで行われたコンサートをもって転校少女*が解散。メンバーの入れ替わりが多かった中、塩川莉世と共に結成から解散までの全活動期を支え続けた。以降はソロでタレントやミュージシャンとして活動したが、2022年10月31日をもって芸能活動を引退。

## 人物
- 趣味は、歌唱（カラオケ）・ショッピング・食事・DVD鑑賞・バレーボール[6]。
- 飼い犬の名前は「くぅ」。
- 好きな食べ物は、餅・ポテト[7]・ネギトロ。
- 好きな飲み物は、レモンサワー。
- 好きな言葉は、『笑う門には福来たる』[7]。
- 好きな歌手は、YUI・伊藤由奈など[6]。
- 好きな教科は、国語[8]。

## 出演

### CM
- 北海道電力
- ヤマサ
- ホクレン農業協同組合連合会
- カラカミ観光「定山渓ビューホテル」
- 石屋製菓「白い恋人」（2005年10月 - 2007年7月）
- よつ葉乳業「よつ葉牛乳」『よつば牛乳のうた篇』（2007年7月 - 2007年9月）
- 学校法人吉田学園『医療福祉宣言編』（2009年12月 - 2010年4月）

### 雑誌
- ピチレモン（学研、2005年10月号 - 2010年10月号）専属モデル
- ピュアピュア（辰巳出版）
- ちゃお（小学館）
- 週刊プレイボーイ（集英社）
- 週刊SPA!（扶桑社、2020/10/6号）

### テレビ・ラジオ番組
- マハトマパンチ（札幌テレビ放送、2012年4月 - 2012年9月30日）
- BAKU☆GEKI（FM WING、2008年10月 - 2011年10月）

### 舞台
- Just do it!　～やるっきゃない！～（2017年4月11日 - 4月16日、テアトルBONBON）
  - Just do it!　～やるっきゃない！～ 追加公演（2017年6月27日 - 7月2日、中野 ザ・ポケット）

### ライブ
- さやcovers Live
  1. （2019年5月22日、渋谷7th FLOOR）
  2. （2019年6月18日、渋谷7th FLOOR）
  3. （2019年11月29日、渋谷7th FLOOR）
- 転校少女* ソロライブ 3部 松井さやかソロライブ「さやかのうたライブ」（2020年9月19日、Sunlight Studio Shibuya）
- 松井さやかAccourstic Live
  1. （2021年4月18日、Studio Freedom）[9]
  2. （2021年9月11日、渋谷7th FLOOR）- 1部は自身のソロ、2部は齋藤里佳子（DEAR KISS）と共演[10]
- 松井さやかソロイベント ♡Valentine Mini Live 2022♡（2022年2月13日、渋谷7th FLOOR）
- 松井さやか Birthday Live～さやかのうた with Special Band～（2022年6月18日、三軒茶屋HEAVEN'S DOOR）